# ای‌اچ‌اچ‌ای‌ای

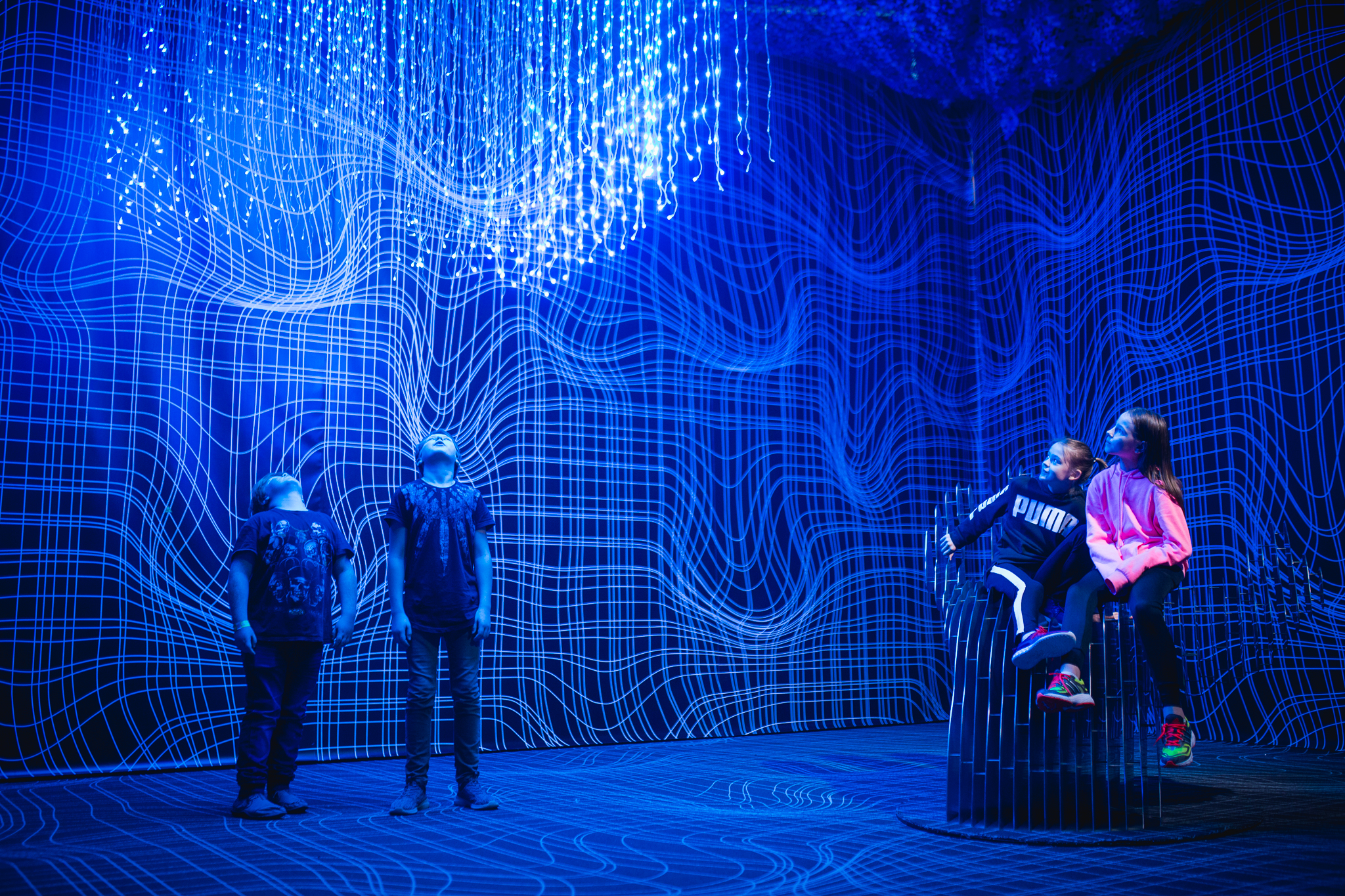
Exposition of illusions in AHHAA

ای‌اچ‌اچ‌ای‌ای (به انگلیسی: AHHAA) یک مرکز علمی در تارتو، استونی است.
این مرکز که در سال ۲۰۱۱ تأسیس شده بزرگترین مرکز علمی در کشورهای حوزه دریای بالتیک محسوب میشود و برای ترویج علم و فناوری بنیان‌گذاری شده‌است.

## نگارخانه

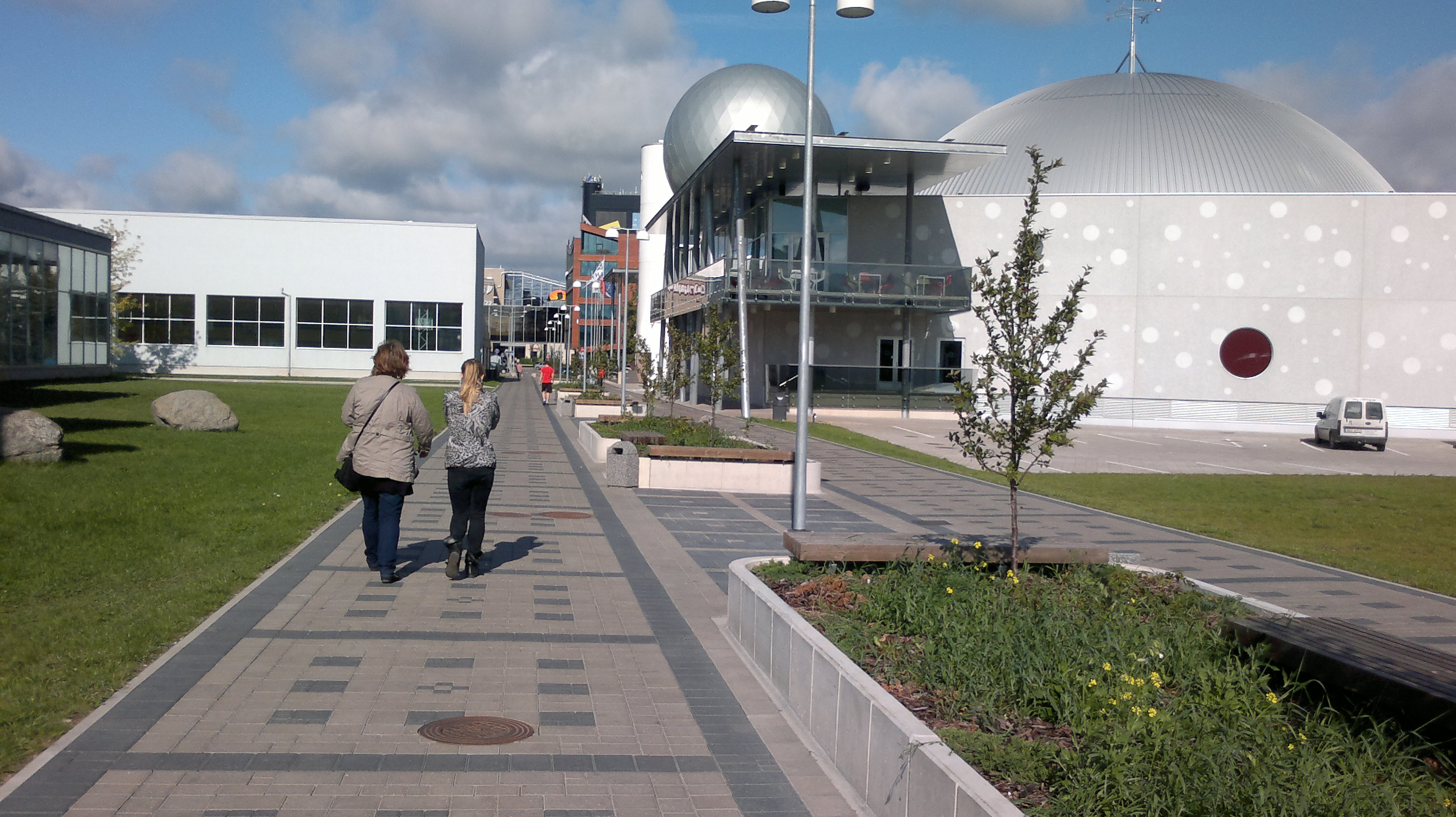
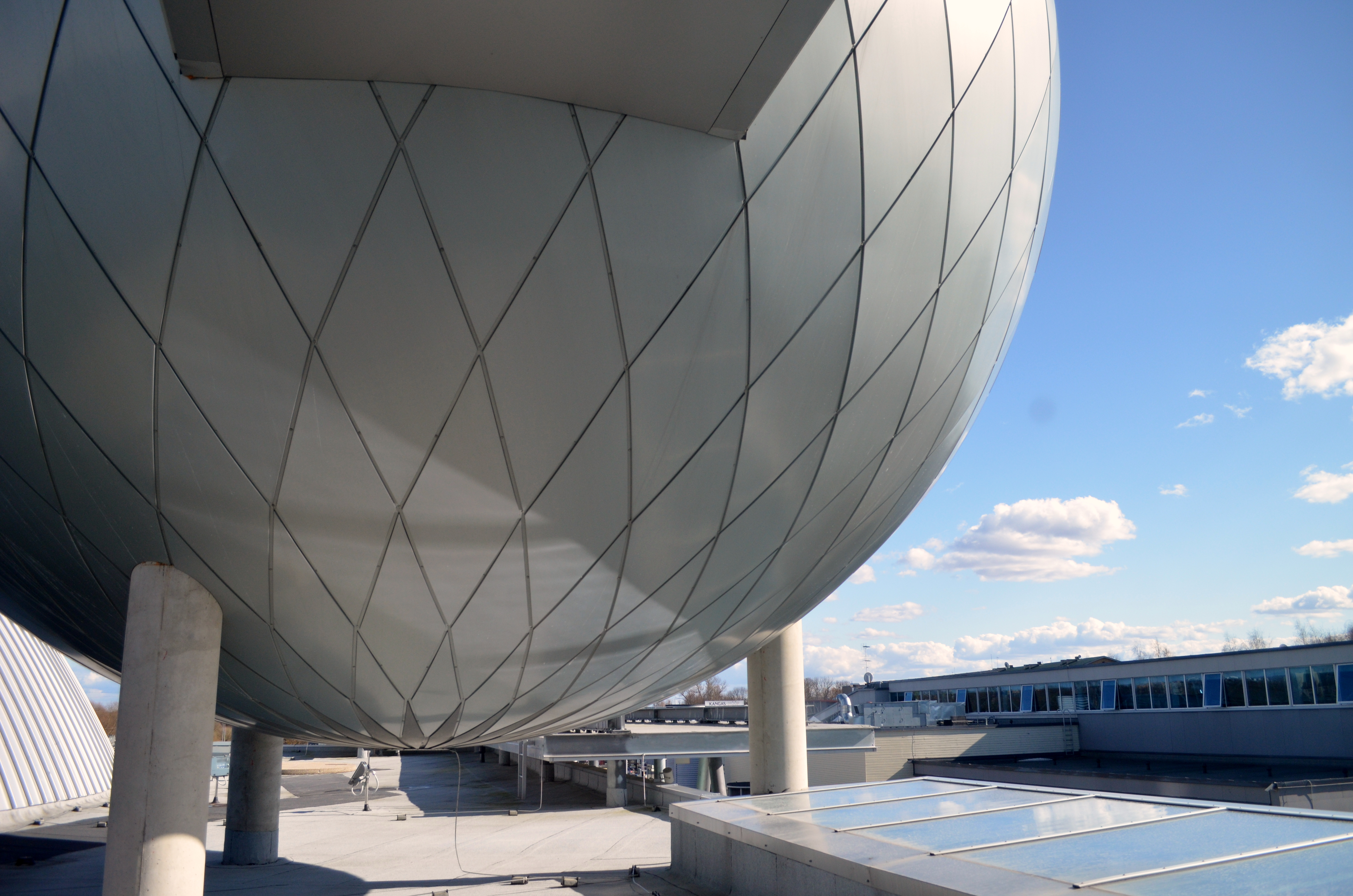
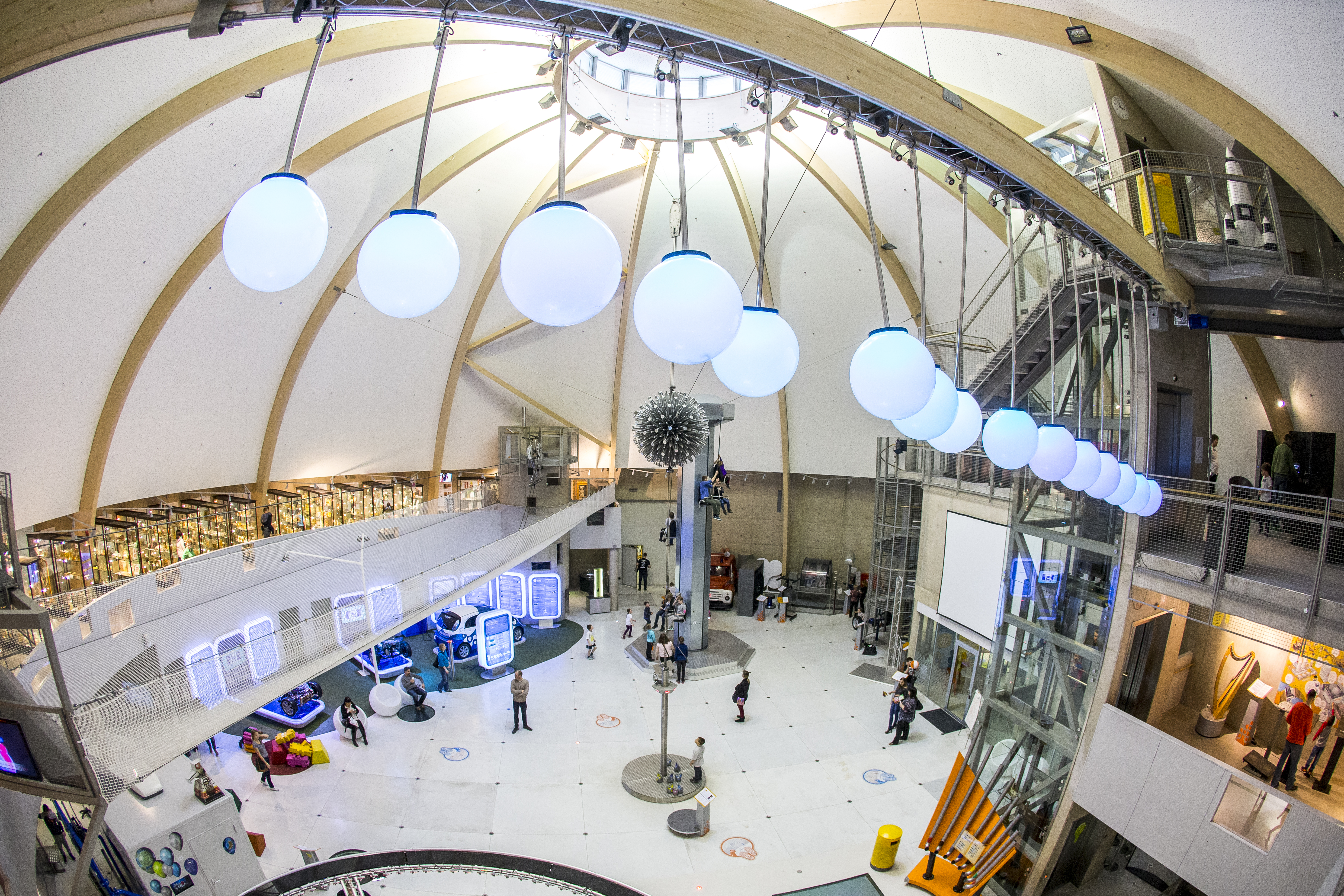
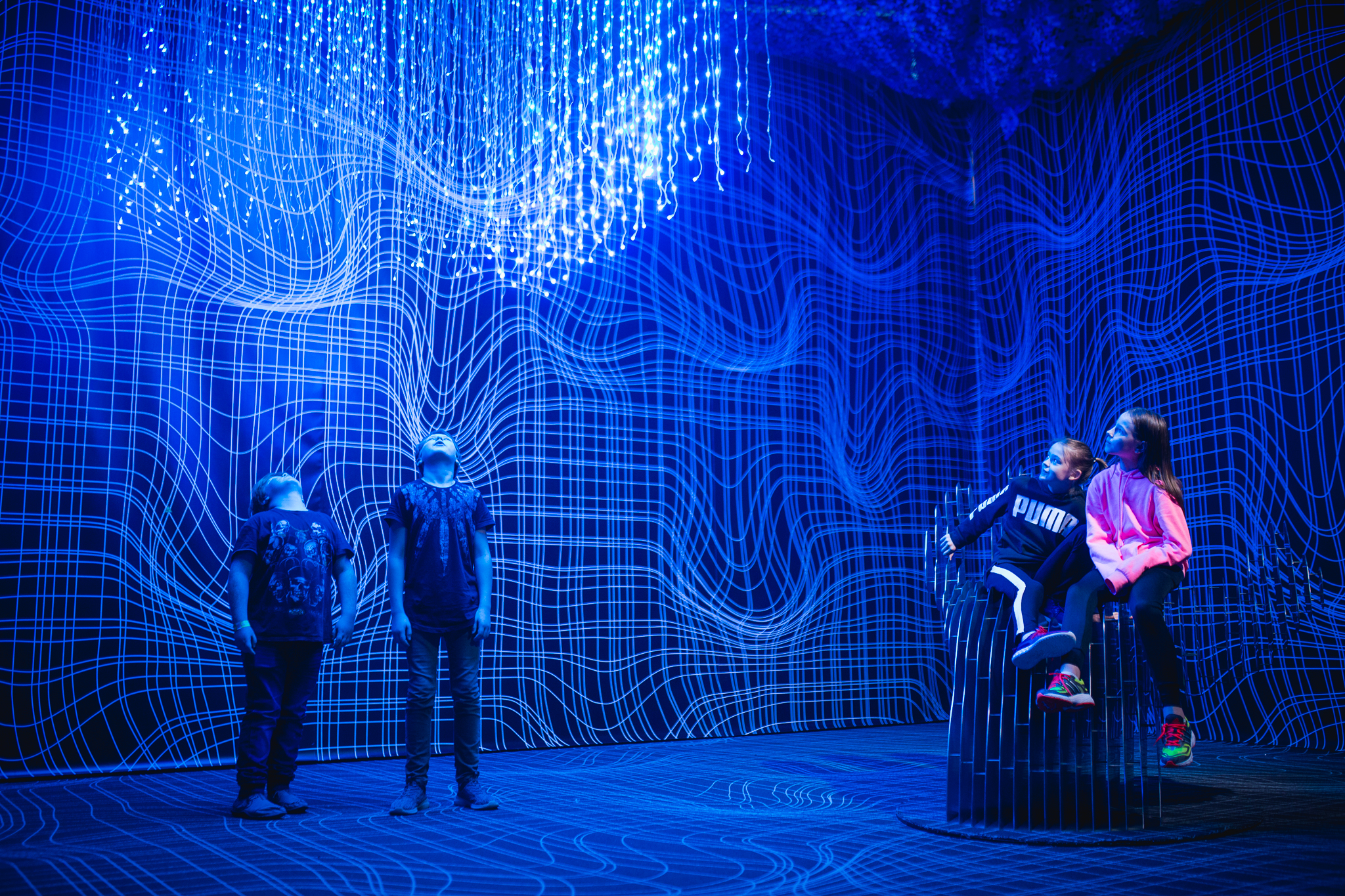
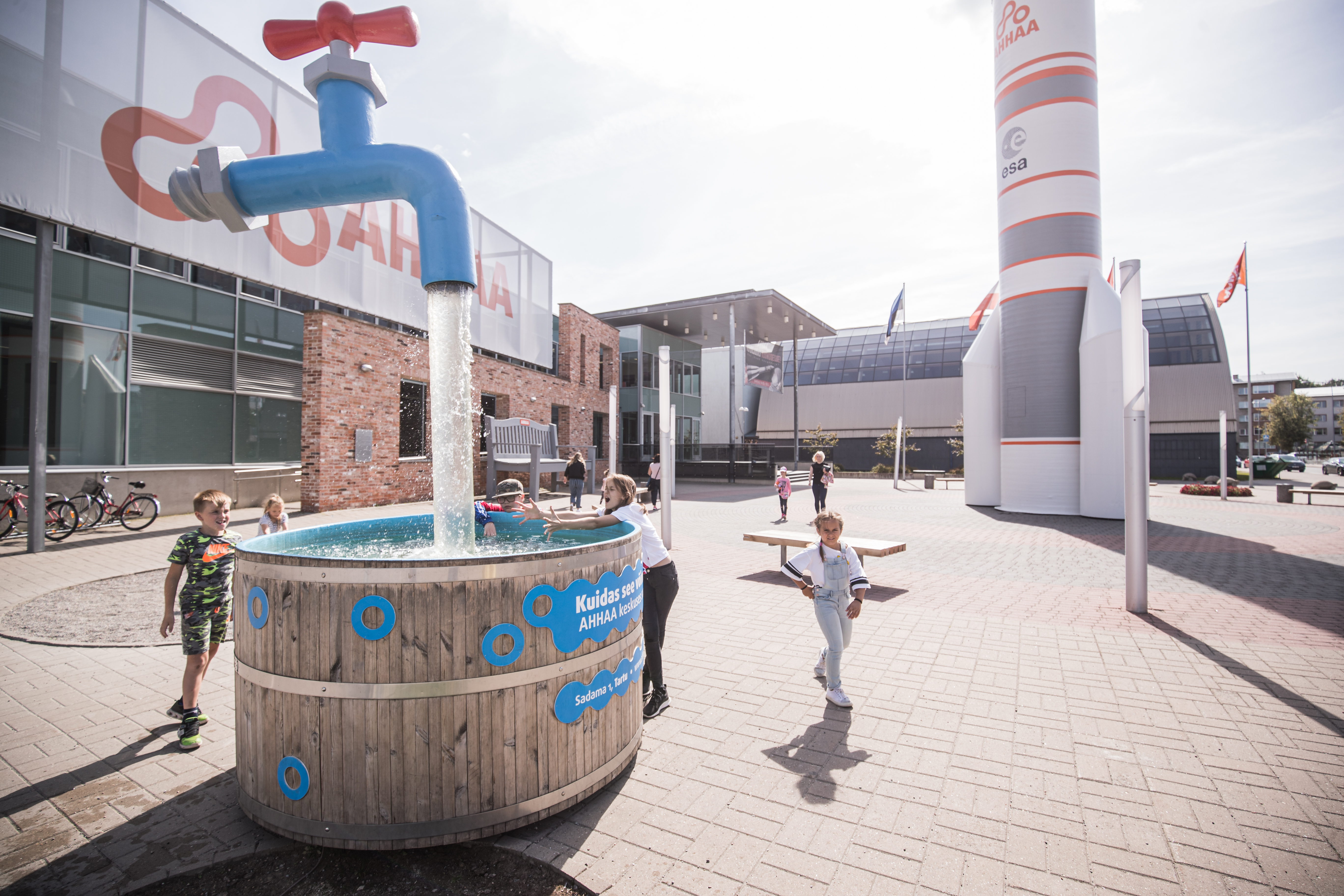
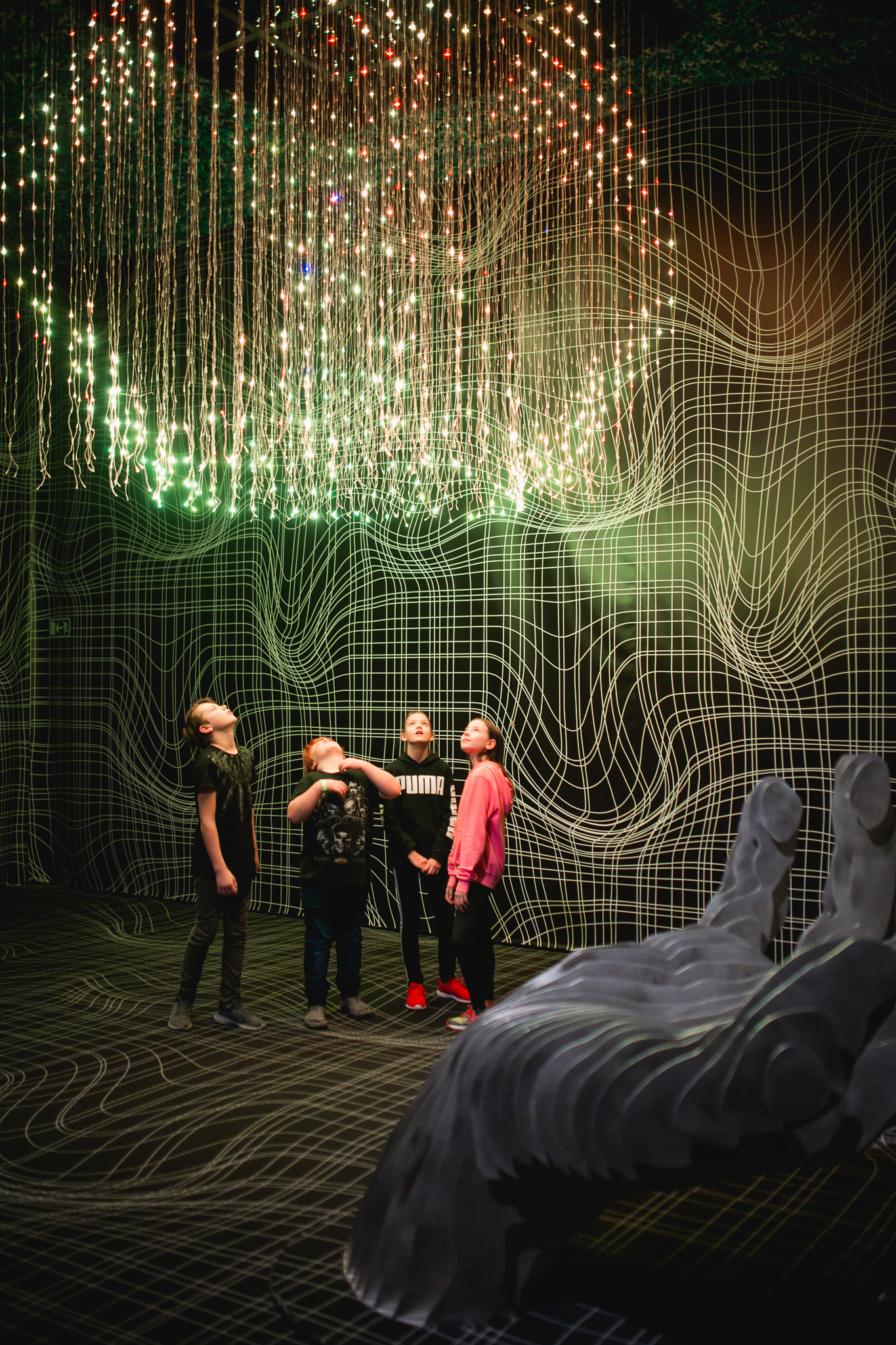
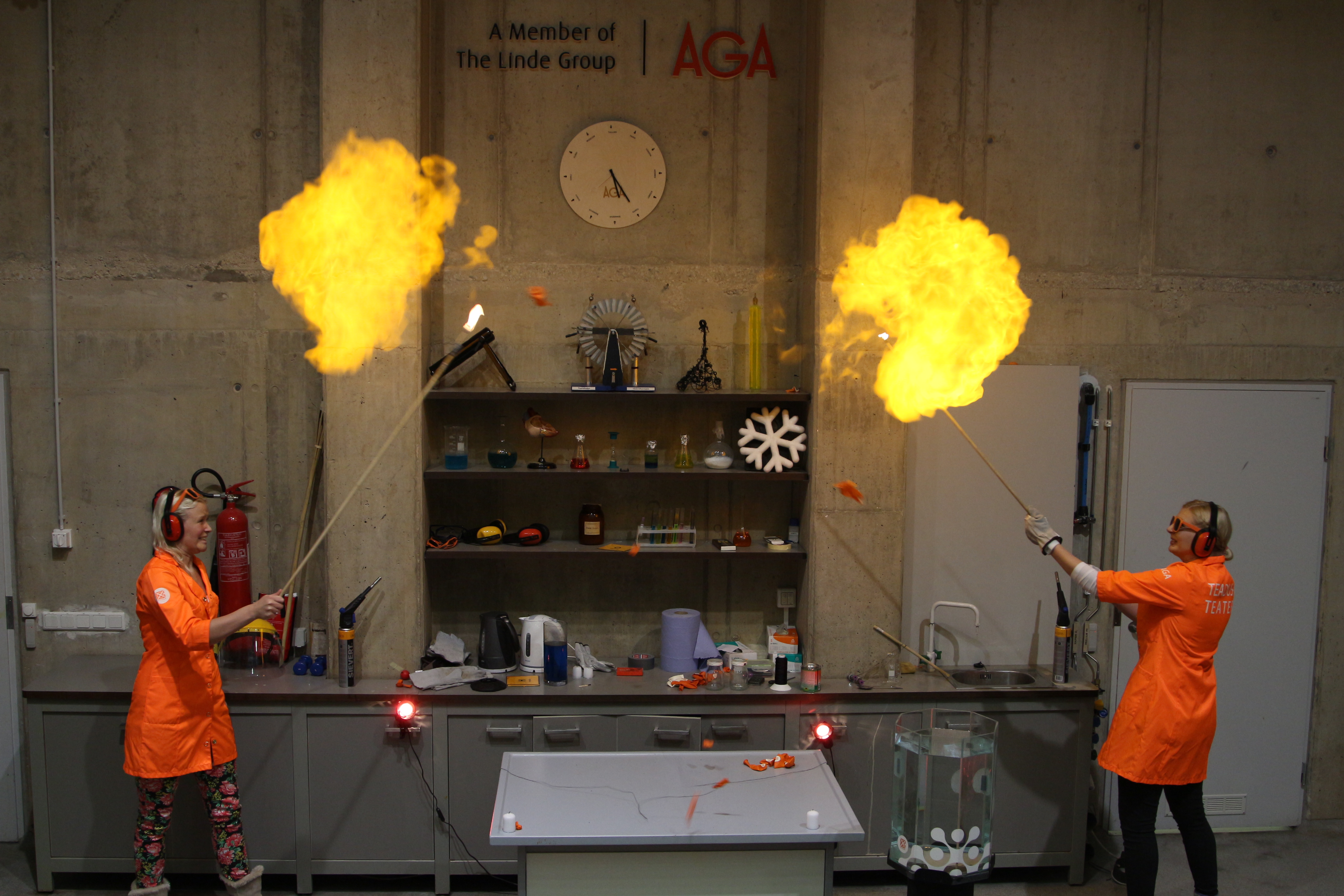
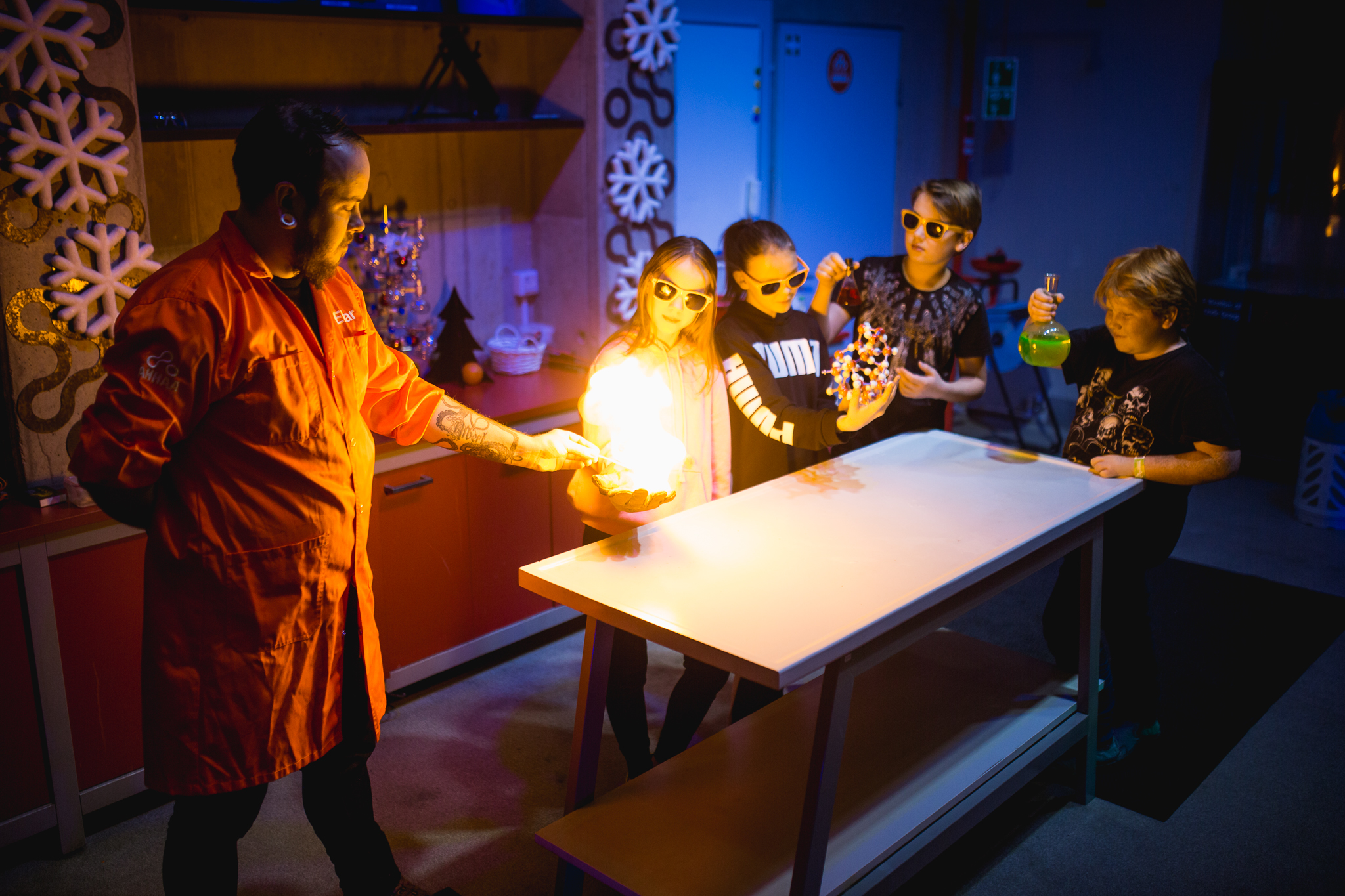